# Кимбоси
Кимбоси (яп. 金星, или кинбоси, дословно — «золотая звезда») — в профессиональном сумо обозначение победы рядового сумоиста дивизиона макуути (то есть, борца ранга маэгасира) над ёкодзуной (сумоистом высшего ранга). Восходит к терминам «сиробоси» (букв. белая звезда, победа в поединке сумо) и «куробоси» (букв. чёрная звезда, поражение в поединке сумо), призвано обозначать особую победу в сумо.

## Описание
Термин «кимбоси» вошёл в употребление в период Тайсё (1912—1926), а с января 1930 года официально было утверждено награждение за победу маэгасиры над ёкодзуной. Записи о победах отдельных борцов сумо над ёкодзунами появлялись и ранее, однако они признаны неофициальными.
Каждая победа-кимбоси увеличивает баланс на бонусном счету маэгасиры (моти-кюкин) на 10 условных иен. Эти условные иены, полученные за победу, умножаются на 4 тысячи и прибавляются к жалованию сумоиста на каждом турнире, в котором он соревнуется в статусе сэкитори (то есть, выступает в дивизионах макуути или дзюрё). С учётом шести турниров в год одна победа добавляет 240 тысяч иен к выплатам для сэкитори. Если борец теряет статус сэкитори (выбывает в дивизион макусита или ниже), данные выплаты (как и все прочие выплаты по бонусам) прекращаются.
Абсолютным рекордсменом по количеству побед является Акиносима, который в ранге маэгасиры одержал 16 побед над ёкодзунами.

## Обладатели кимбоси

### Действующие борцы[2]
| Количество побед | Имя          | Дата последней победы |
| 8                | Тамаваси     | июль 2025             |
| 7                | Эндо         | июль 2020             |
| 6                | Такаясу      | март 2025             |
| 5                | Дайэйсё      | март 2022             |
| 5                | Аби          | июль 2025             |
| 3                | Такарафудзи  | ноябрь 2017           |
| 3                | Таканосё     | июль 2024             |
| 3                | Тобидзару    | январь 2025           |
| 3                | Охо          | июль 2025             |
| 2                | Митакэуми    | январь 2017           |
| 2                | Томокадзэ    | сентябрь 2019         |
| 2                | Ура          | сентябрь 2022         |
| 2                | Нисикиги     | июль 2023             |
| 2                | Сёдай        | январь 2024           |
| 2                | Мэйсэй       | март 2024             |
| 2                | Вакамотохару | июль 2025             |
| 1                | Саданоуми    | май 2015              |
| 1                | Асанояма     | сентябрь 2019         |
| 1                | Тиёсёма      | март 2025             |
| 1                | Итиямамото   | март 2025             |
| 1                | Аонисики     | июль 2025             |
| 1                | Хакуохо      | июль 2025             |
| 1                | Котосёхо     | июль 2025             |
| ---------------- | ------------ | --------------------- |

### Рекордсмены
Обладатели самого большого количества кимбоси за всё время:
| Количество побед | Имя         | Дата последней победы | Статус                                                          |
| 16               | Акиносима   | июль 1999             | ояката                                                          |
| 12               | Такамияма   | сентябрь 1978         | завершил карьеру                                                |
| 12               | Тотинонада  | июль 2008             | ояката                                                          |
| 11               | Тосаноуми   | ноябрь 2003           | ояката                                                          |
| 10               | Китанонада  | май 1961              | завершил карьеру, умер                                          |
| 10               | Анненяма    | май 1961              | завершил карьеру, умер                                          |
| 10               | Цугараминэ  | июль 1961             | завершил карьеру, умер                                          |
| 10               | Дэванисики  | март 1963             | завершил карьеру, умер                                          |
| 10               | Одзуцу      | март 1986             | завершил карьеру                                                |
| 9                | Мицунэяма   | сентябрь 1957         | завершил карьеру, умер                                          |
| 9                | Таманоуми   | сентябрь 1958         | завершил карьеру, умер                                          |
| 9                | Хасэгава    | март 1974             | завершил карьеру                                                |
| 9                | Фудзисакура | январь 1981           | завершил карьеру                                                |
| 9                | Такаторики  | июль 1998             | исключен из Японской ассоциации сумо из-за скандала со ставками |
| 9                | Итинодзё    | июль 2022             | завершил карьеру                                                |
| ---------------- | ----------- | --------------------- | --------------------------------------------------------------- |

## Правила вручения
Кимбоси может получить только маэгасира (рядовой борец высшего дивизиона профессионального сумо макуути) за победу над борцом высшего ранга — ёкодзуной. Борцам рангов санъяку(то есть, комусуби, сэкивакэ и одззэки) специальным призом за победу над ёкодзунами не награждаются.
Награждение кимбоси не производится, если победа была одержана технически — как следствие неявки ёкодзуны на поединок (фусэнсё). Такое происходит, если ёкодзуна снимается с турнира, а матч против маэгасиры уже запланирован на следующий турнирный день. Кроме того, награждение не производится, если допущен хансоку — запрещенный прием. Это правило было введено после июльского басё 2003 года, когда Асасёрю схватил за волосы Кёкусюдзана.

## Другое применение
- Термин «гимбоси» (серебряная звезда) используется в таком же смысле, но только в случае победы маэгасиры над одзэки. Термин носит неформальный характер. Никакого официального награждения не производится, никакие записи для официальной статистики не вносятся.
- Термин «кимбоси» используется вне сумо в японском сленге и означает большую победу (сравн. английское сленговое англ. epic win).